# Winny Bii
Winny Chepngetich Bii (* 27. Dezember 2003 in Kericho) ist eine kenianische Leichtathletin, die sich auf den Dreisprung spezialisiert hat und aktuell Inhaberin des Landesrekordes ist.

## Sportliche Laufbahn
Erste internationale Erfahrungen sammelte Winny Bii im Jahr 2021, als sie bei den U20-Weltmeisterschaften in Nairobi mit 12,47 m auf den zwölften Platz im Dreisprung gelangte. Im Jahr darauf schied sie dann bei den U20-Weltmeisterschaften in Cali mit 5,65 m und 12,69 m jeweils in der Qualifikationsrunde im Weit- und Dreisprung aus. Zudem zog sie im selben Jahr in die Vereinigten Staaten und begann dort ein Studium an der Oklahoma State University. 2024 stellte sie mit 13,66 m einen neuen Landesrekord auf und gewann im März bei den Afrikaspielen in Accra mit 13,64 m die Silbermedaille hinter der Nigerianerin Ruth Usoro. Zudem kam sie mit der kenianischen 4-mal-100-Meter-Staffel im Finale nicht ins Ziel.

## Persönliche Bestleistungen
- Weitsprung: 6,20 m (−2,0 m/s), 1. Juli 2022 in Nairobi (kenianischer U20-Rekord)
- Dreisprung: 13,66 m, 24. Februar 2024 in Lubbock (kenianischer Rekord)